# The Hart Dynasty
The Hart Dynasty was een professioneel worstelteam dat bekend was in de World Wrestling Entertainment (WWE). Het team bestond uit David Hart Smith, Tyson Kidd en Natalya als valet.

## In worstelen
Een kenmerkende beweging was Hart Attack. Het team had de bijnaam "The New Pink and Black Attack".

## Kampioenschappen en prestaties
- Florida Championship Wrestling
  - FCW Southern Heavyweight Championship (2 keer)
  - FCW Florida Tag Team Championship (1 keer)
- World Wrestling Entertainment
  - WWE World Tag Team Championship (1 keer)
  - WWE Tag Team Championship (1 keer)
  - WWE United States Championship (1 keer - Bret Hart)